# Одрессен
Одрессе́н (фр. Audressein) — коммуна во Франции, находится в регионе Окситания. Департамент коммуны — Арьеж. Входит в состав кантона Кастийон-ан-Кузеран. Округ коммуны — Сен-Жирон.
Код INSEE коммуны — 09026.

## Население
Население коммуны на 2008 год составляло 116 человек.
| 1962 | 1968 | 1975 | 1982 | 1990 | 1999 | 2008 |
| ---- | ---- | ---- | ---- | ---- | ---- | ---- |
| 140  | 150  | 132  | 123  | 121  | 107  | 116  |

## Экономика

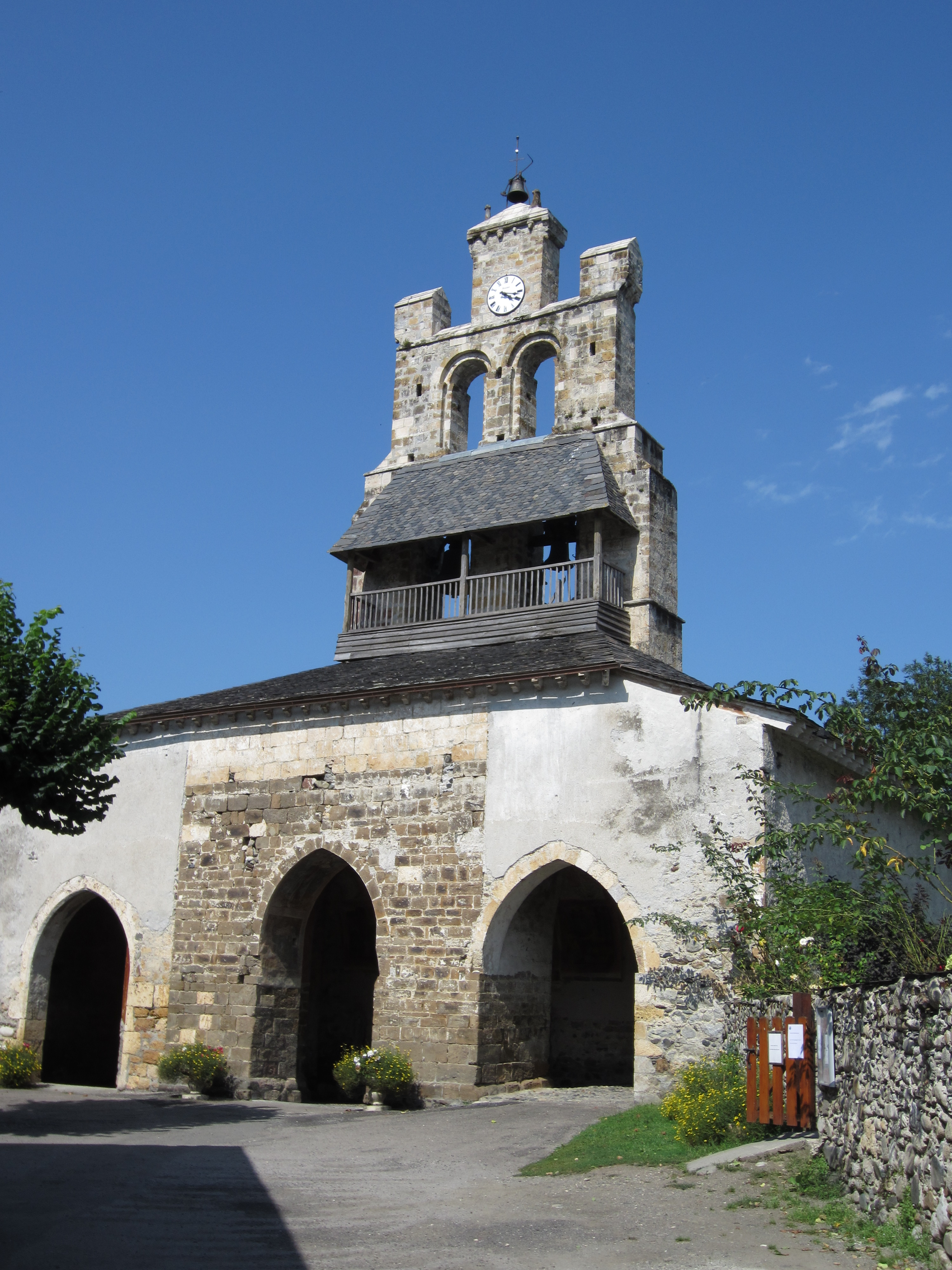
Церковь

В 2007 году среди 64 человек в трудоспособном возрасте (15—64 лет) 45 были экономически активными, 19 — неактивными (показатель активности — 70,3 %, в 1999 году было 59,3 %). Из 45 активных работали 41 человек (22 мужчины и 19 женщин), безработных было 4 (3 мужчины и 1 женщина). Среди 19 неактивных 3 человека были учениками или студентами, 10 — пенсионерами, 6 были неактивными по другим причинам.

## Достопримечательности
- Церковь Сен-Мартен
- Церковь Нотр-Дам-де-Трамесег, находится на пути Святого Иакова, включённого в список объектов Всемирного наследия человечества ЮНЕСКО